# Gerald Berners
Gerald Berners (Apley Park, 18 de setembre de 1883 – Faringdon House, 19 d'abril de 1950) fou un compositor anglès.
Descendent de l'antiga casa aristocràtica, ja que la baronia de Berners, que tenia, data de mitjan segle xv, la seva carrera fou la diplomàtica, en la que hi va romandre des de 1909 fins al 1919, però la seva decidida vocació per la música el feren abandonar la direcció inicial, consagrant-se des de l'última data citada a l'estudi de la composició, que cursà a Dresden i Viena amb Stravinski i Casella, el que explica l'avançat de les seves produccions des dels primers lieder, publicats el 1913.
A banda dels lieder i altres col·leccions del mateix gènere va escriure:
- Three Pieces, Fantasie espagnole i Fugue, per a orquestra;
- La Carrouse du Saint-Sacrément (1923).
- Les peces per a piano Le poison d'or, Trois petites marches funèbres, Fragments psychologiques i Valses bourgeoises, en totes les quals mostra un fi sentit de l'humour, a l'estil de Ravel, malgrat que amb un accentuat sabor racial.

L'obra orquestral més coneguda i celebrada de Berners és la Fantasie espagnole. Els Valses bourgeoises, foren premiats a Salzburg, el 1923, per un jurat internacional; La Carrouse du Saint-Sacrément, escrita sobre un llibre de Merimée, fou estrenada a París el 1924.
En va morir el 1950, va llegar els seus béns al seu company Robert ('Mad Boy') Heber Percy, que va viure a Faringdon fins a la seva pròpia mort el 1987.